# Francis McDonald
Francis McDonald (22 de agosto de 1891 - 18 de septiembre de 1968) fue un actor cinematográfico y televisivo de estadounidense, con una carrera que se desarrolló a lo largo de 52 años. 
Nacido en Bowling Green (Kentucky), aunque nunca consiguió el estatus de primer actor, rodó un gran número de películas y producciones televisivas entre 1913 y 1965. Entre sus películas más destacadas figura The Temptress (1926), interpretada por Greta Garbo. 
Francis McDonald falleció en 1968 en Hollywood, Los Ángeles (California). Fue enterrado en el Cementerio Valhalla Memorial Park de North Hollywood, Los Ángeles.
En ocasiones se le ha considerado, erróneamente, hermano del cineasta Wallace MacDonald, debido al parecido físico existente entre ambos y a que los dos nacieron en 1891.

## Selección de su filmografía
| Cine       | Cine                                       | Cine                       | Cine                                 |
| Año        | Película                                   | Papel                      | Observaciones                        |
| ---------- | ------------------------------------------ | -------------------------- | ------------------------------------ |
| 1916       | Intolerancia                               | Extra                      | Sin créditos                         |
| 1917       | The Voice on the Wire                      | Red Warren                 |                                      |
| 1917       | The Gray Ghost                             |                            |                                      |
| 1920       | Nomads of the North                        | Bucky McDougall            |                                      |
| 1922       | The Woman Conquers                         | Lawatha, guía indio        |                                      |
| 1924       | Arizona Express                            |                            |                                      |
| 1926       | The Bar-C Mystery                          |                            |                                      |
| 1926       | Battling Butler (El boxeador)              | Alfred Butler              |                                      |
| 1926       | The Desert's Toll                          | Frank Darwin               |                                      |
| 1926       | The Temptress (La tierra de todos)         | Timoteo                    |                                      |
| 1927       | The Valley of Hell (El valle del infierno) | Creighton Steele           |                                      |
| 1928       | The Drag Net (La redada)                   |                            |                                      |
| 1930       | Marruecos                                  | Un sargento                |                                      |
| 1934       | Sadie McKee                                | Joe, chófer de Alderson    | Sin créditos                         |
| 1934       | Burn 'Em Up Barnes                         | Ray Ridpath                | Capítulos 1-6                        |
| 1935       | Mississippi                                | Jugador                    | Sin créditos                         |
| 1936       | Prisionero del odio                        | John Wilkes Booth          |                                      |
| 1936       | The Robin Hood of El Dorado                |                            |                                      |
| 1936       | Under Two Flags                            | Husson                     |                                      |
| 1937       | Ali Baba Goes to Town                      | Cabecilla                  | Sin créditos                         |
| 1939       | Idiot's Delight                            | Capitán de vuelo           | Sin créditos                         |
| 1939       | Unión Pacífico                             | General Grenville M. Dodge |                                      |
| 1940       | Policía montada del Canadá                 | Louis Riel                 |                                      |
| 1941       | Sangre y arena                             | Amigo de Manolo            | Sin créditos                         |
| 1944       | Zorro's Black Whip                         | Dan Hammond                |                                      |
| 1948       | An Act of Murder (Vive hoy para mañana)    | Mr. Russell                | Otro título: Live Today for Tomorrow |
| 1948       | The Paleface                               | Lance                      | Acreditado como Francis J. McDonald  |
| 1956       | Los diez mandamientos                      | Simon                      | Acreditado como Francis J. McDonald  |
| 1959       | The Big Fisherman                          | Portavoz del escriba       |                                      |
| 1964       | Cuatro gángsters de Chicago                | Viejo en el Robbo's Club   | Sin créditos                         |
| 1965       | La carrera del siglo                       | Ruso                       | Sin créditos                         |
| Televisión |                                            |                            |                                      |
| Año        | Título                                     | Papel                      | Observaciones                        |
| 1953       | Ford Theatre                               | Carnahan                   | 1 episodio                           |
| 1954       | The Lineup                                 | Warner                     | 1 episodio                           |
| 1955       | Aventuras de Superman                      | Great Horse                | 1 episodio                           |
| 1955       | Las aventuras de Rin tin tin               | Soccoro – Jefe apache      | 1 episodio                           |
| 1955–1956  | The Adventures of Champion                 | Will Calhoun               | 2 episodios                          |
| 1956       | My Friend Flicka                           | Thundercloud               | 1 episodio                           |
| 1956       | Lassie                                     | Clem Wyatt                 | 1 episodio                           |
| 1957       | Cavalcade of America                       | Pablo, The Calaveras Kid   | 1 episodio                           |
| 1958       | Tombstone Territory                        | Winnie Joe Westerby        | 1 episodio                           |
| 1958       | Mickey Spillane's Mike Hammer              | Jeb Coleman                | 1 episodio                           |
| 1958       | Trackdown                                  | Milo                       | 1 episodio                           |
| 1959       | Lawman                                     | Jefe Caballo Rojo          | 1 episodio                           |
| 1959       | Mr. Lucky                                  | Viejo pescador             | 1 episodio                           |
| 1959       | Maverick                                   | Pop Talmadge               | 1 episodio                           |
| 1960       | Cheyenne                                   | Sitting Bull               | 1 episodio                           |
| 1960       | Wichita Town                               | Hechicero                  | 1 episodio                           |
| 1960       | Law of the Plainsman                       | Watkins                    | 1 episodio                           |
| 1960       | Shotgun Slade                              | Bonanza Jake               | 1 episodio                           |
| 1960       | Bat Masterson                              | Winkler                    | 1 episodio                           |
| 1961       | The Deputy                                 | Roy Wilkins                | 1 episodio                           |
| 1961       | Los Intocables                             | Sully MacGuyver            | 1 episodio                           |
| 1962       | Laramie                                    | Gimp                       | 1 episodio                           |
| 1964       | El virginiano                              | Tendero                    | 1 episodio                           |
| 1964       | Perry Mason                                | Peg-Leg Jasper             | 1 episodio                           |